# 미네소타강

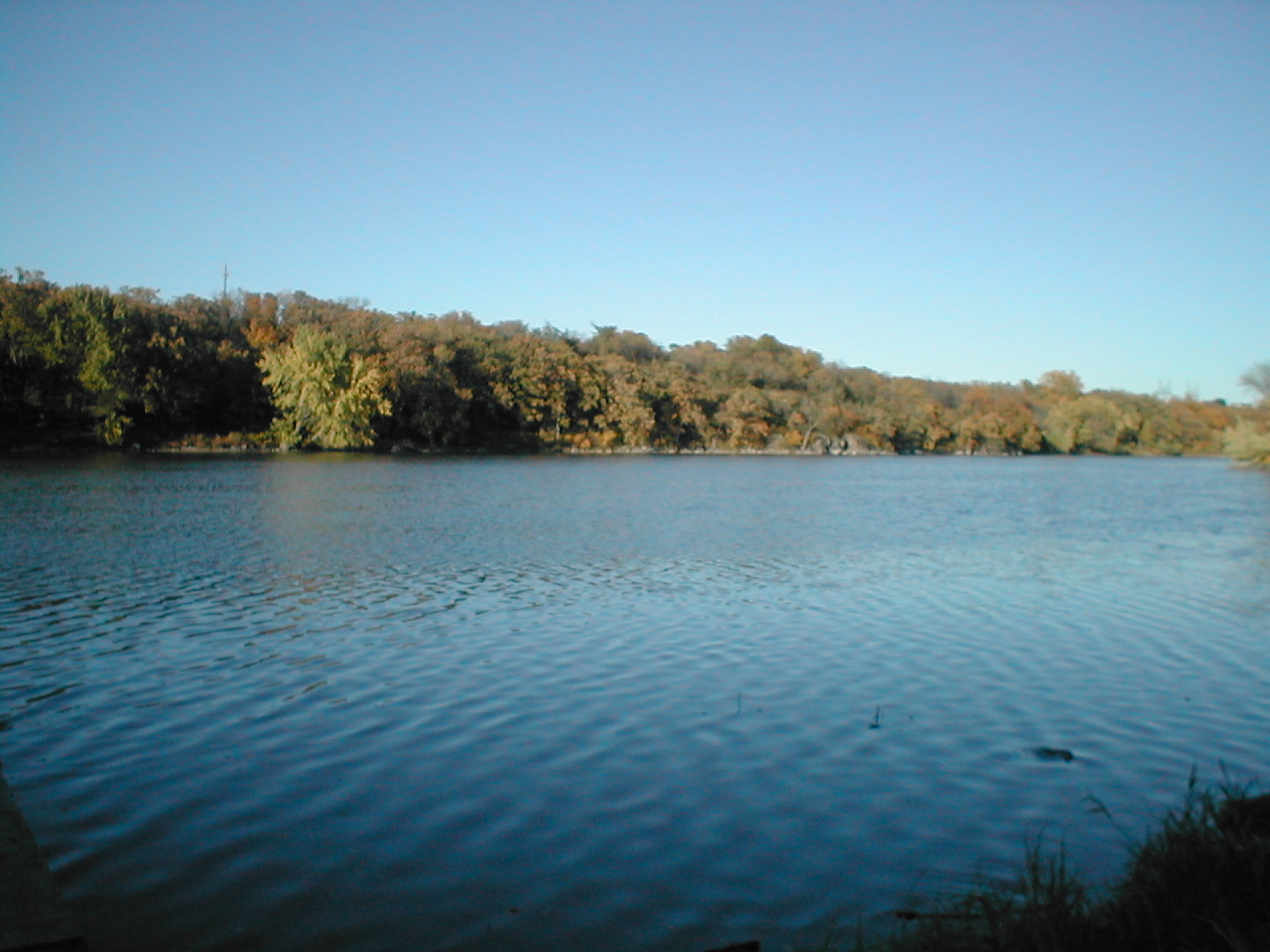
미네소타 강

미네소타강(Minnesota River)은 미국 미네소타주 남부를 동서로 흐르는 길이 534km의 강으로, 미시시피강 지류의 하나이다.